# Ґрупето
Ґрупето (іт. gruppetto — маленька група) — один з мелізмів, позначається знаком 
Ґрупето вказує на необхідність виконувати у відносно швидкому порядку чотири ноти: допоміжну зверху (яка розташована на секунду вище ніж написана); головну (яка написана), допоміжну знизу (яка розташована на секунду нижче за головну), знову головну.
Коли ґрупето пишеться над нотою — тоді тривалість її поділяється на чотири рівні частини, а коли між двома нотами однакової або різної висоти — тоді ґрупето виконується за рахунок тривалості першого звука рівно або за рахунок другої половини головного звука. Знак альтерації над або під знаком ґрупето означає відповідну зміну допоміжних звуків.